# The Definitive Collection
The Definitive Collection ist eine Best-of-Kompilation der schweizerischen Hard-Rock-Band Krokus.

## Hintergrund
Nachdem Ariola und ihre Tochtergesellschaft Arista mit Stayed Awake All Night: The Best Of für den amerikanischen Markt und The Dirty Dozen: The Very Best of 1979–1983 für Europa bereits zwei Best-of-Zusammenstellungen nach der Beendigung des Vertrags mit Krokus veröffentlicht hatten, publizierte Arista mit The Definitive Collection die nunmehr dritte Kompilation diesen Formats insgesamt. Im Gegensatz zu den zuvor veröffentlichten Zusammenstellungen deckt das in Amerika veröffentlichte Best-of-Album allerdings alle der über Arista bzw. Ariola erschienenen Studioalben von 1980 bis 1986 – also von Metal Rendez-Vous bis Change of Address – ab. In Amerika wird The Definitive Collection als die bessere Alternative zu Stayed Awake All Night: The Best Of gesehen, zum einen weil schlicht mehr Songs enthalten sind und zum anderen, weil die zwischen Anfang und Mitte der 80er Jahre aufgenommenen Songs digital remastert und somit klanglich verbessert wurden.

## Titelliste
1. Ballroom Blitz (4:00) (Michael Chapman/Nicky Chinn) (von The Blitz)
2. Long Stick Goes Boom (5:15) (Fernando von Arb/Chris von Rohr/Marc Storace) (von One Vice at a Time)
3. Bad Boys, Rag Dolls (3:50) (von Arb/von Rohr/Storace) (von One Vice at a Time)
4. Playin’ the Outlaw (4:05) (von Arb/von Rohr/Storace/Freddy Steady) (von One Vice at a Time)
5. American Woman (3:37) (Randy Bachman/Burton Cummings/Jim Kale/Garry Peterson) (von One Vice at a Time)
6. Midnite Maniac (3:59) (Storace/von Arb) (von The Blitz)
7. Night Wolf (4:10) (von Arb/von Rohr/Storace/Butch Stone) (von Headhunter)
8. Headhunter (4:30) (von Arb/von Rohr/Storace/Stone) (von Headhunter)
9. Eat the Rich (4:14) (von Arb/von Rohr/Storace/Stone) (von Headhunter)
10. School’s Out (3:15) (Alice Cooper/Glen Buxton/Michael Bruce/Dennis Dunaway/Neal Smith) (von Change of Address)
11. Bedside Radio (3:18) (von Arb/von Rohr/Jürg Naegeli) (von Metal Rendez-Vous)
12. She’s Got Everything (3:57) (von Arb/von Rohr) (von Hardware)
13. Heatstrokes (4:00) (von Arb/von Rohr) (von Metal Rendez-Vous)
14. Screaming in the Night (6:38) (von Arb/von Rohr/Storace/Stone/Mark Kohler) (von Headhunter)
15. Stayed Awake All Night (4:44) (Bachman) (von Headhunter)

### Coverversionen
- „Ballroom Blitz“ ist eine The-Sweet-Coverversion. Das Lied wurde ursprünglich 1973 auf der gleichnamigen Single „Ballroom Blitz“ veröffentlicht.
- „American Woman“ ist eine The-Guess-Who-Coverversion. Das Lied wurde ursprünglich 1970 auf dem gleichnamigen Album The Guess Who veröffentlicht.
- „School’s Out“ ist eine Alice-Cooper-Coverversion. Das Lied wurde ursprünglich 1972 auf dem gleichnamigen Album School’s Out veröffentlicht.
- „Stayed Awake All Night“ ist eine Bachman-Turner-Overdrive-Coverversion. Das Lied wurde ursprünglich 1973 auf dem Album Bachman-Turner Overdrive veröffentlicht.

## Besetzung

### Metal Rendez-Vous
Gesang: Marc Storace
Leadgitarre: Tommy Kiefer
Rhythmusgitarre: Fernando von Arb
Bass: Chris von Rohr
Schlagzeug: Freddy Steady

### Hardware
Gesang: Marc Storace
Leadgitarre: Tommy Kiefer
Rhythmusgitarre: Fernando von Arb
Bass, Percussion: Chris von Rohr
Schlagzeug: Freddy Steady

### One Vice at a Time
Gesang: Marc Storace
Leadgitarre: Fernando von Arb
Rhythmusgitarre: Mark Kohler
Bass, Percussion: Chris von Rohr
Schlagzeug: Freddy Steady

### Headhunter
Gesang: Marc Storace
Leadgitarre: Fernando von Arb
Rhythmusgitarre: Mark Kohler
Bass, Percussion: Chris von Rohr
Schlagzeug: Steve Pace

### The Blitz
Gesang: Marc Storace
Leadgitarre, Rhythmusgitarre: Fernando von Arb
Bass: Mark Kohler
Schlagzeug: Jeff Klaven

### Change of Address
Gesang: Marc Storace
Leadgitarre: Fernando von Arb
Rhythmusgitarre: Mark Kohler
Bass: Tommy Keiser
Schlagzeug, Percussion: Jeff Klaven